# Lodewijk Mortelmans
Lodewijk Mortelmans, né le 5 février 1868 à Anvers et mort le 24 juin 1952 dans la même ville, est un compositeur belge. Il remporte le Deuxième Prix de Rome belge en 1889, et le Premier Prix en 1893 pour sa cantate Lady Macbeth.

## Biographie

### 1868-1893

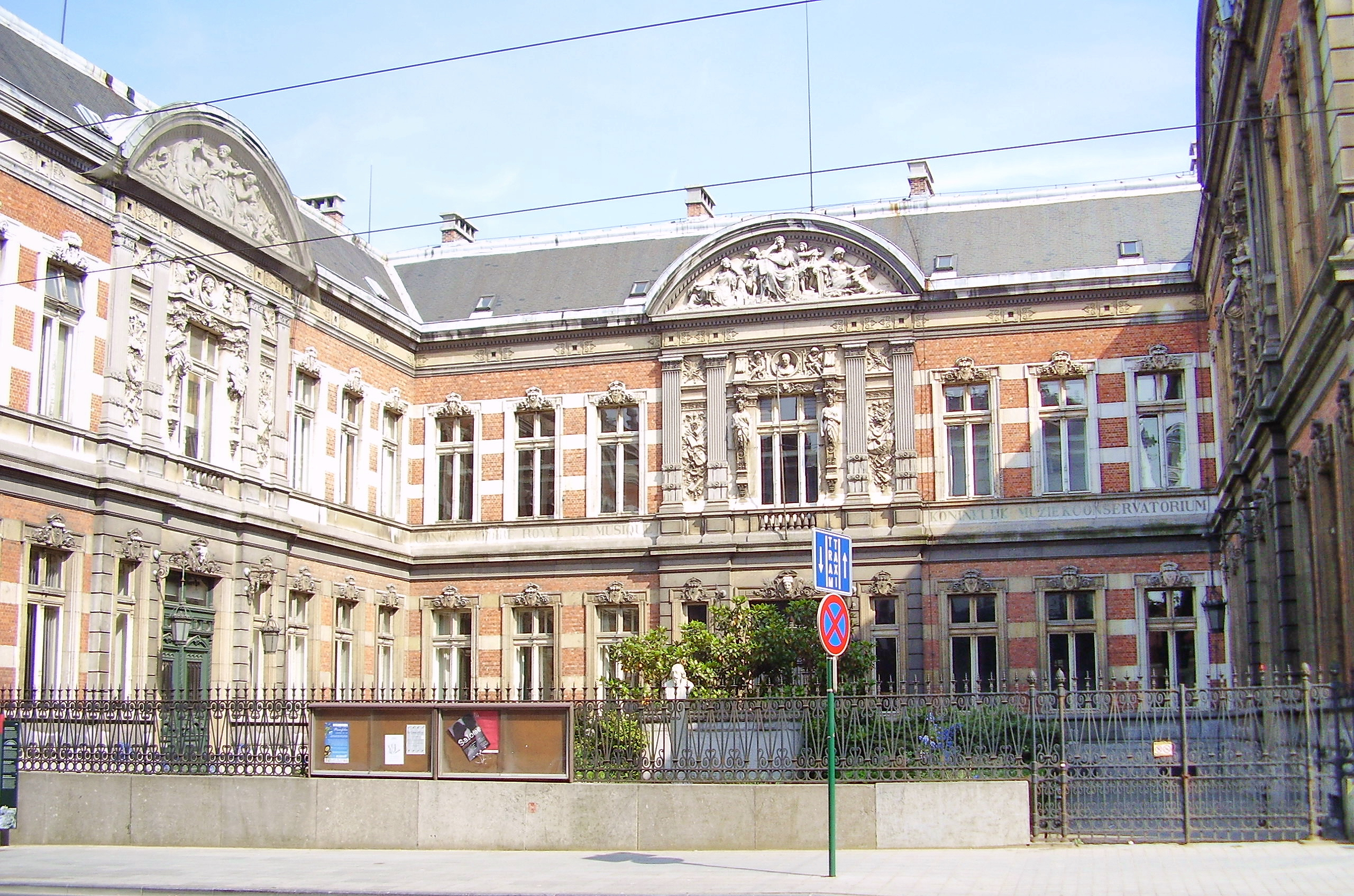
Le Conservatoire royal de Bruxelles (1872-1876), de l'architecte Cluysenaar, où Lodewijk Mortelmans étudia en 1887-1888.

Mortelmans étudia à l'école de musique flamande d'Anvers : l'orgue auprès de Joseph Callaerts, le contrepoint et la fugue auprès de Joseph Tilborghs, l'harmonie auprès de Jan Blockx, et, après la fin de ses études à cet institut en 1887, la composition musicale et l'orchestration auprès de Peter Benoit.  Voulant obtenir un diplôme de fin d'études à un conservatoire royal, il demanda, début septembre 1887, à son professeur Blockx d'intervenir comme médiateur auprès d'Arthur De Greef pour qu'il pût étudier à Bruxelles.  Le 27 septembre 1887, Mortelmans s'inscrivit au Conservatoire royal de Bruxelles dans la classe de piano de De Greef et au cours de contrepoint d'Hubert Ferdinand Kufferath.   Mortelmans voulait sans doute se perfectionner auprès de Kufferath pour se préparer au Prix de Rome.  En effet, Kufferath avait la réputation de préparer intensivement de jeunes compositeurs à ce prestigieux Prix d'État de musique.
Encore en 1887, lors de ses études, Mortelmans se fit remarquer comme compositeur, lorsque sa chanson De bloemen en de sterren (Les Fleurs et les Étoiles), dont les paroles sont de Karel Lodewijk Ledeganck, fut couronnée au concours flamand-néerlandais à Roulers.
À Bruxelles, Mortelmans connut pas mal de problèmes, en particulier depuis que le conseil communal de la Ville d'Anvers lui avait refusé une bourse d'études et, en septembre 1888, il quitta le Conservatoire de Bruxelles.  L'école de musique d'Anvers désirait pouvoir se vanter un jour, et de préférence dans le plus bref délai, d'un étudiant ayant remporté le Prix de Rome pour que fût prouvé le niveau de l'éducation dispensée.  C'était à Mortelmans qu'incombait le devoir de devenir le premier élève de Benoit à remporter le prix.  Pourtant, ce fut à l'insu de Benoit qu'il tenta sa chance en 1889.  Plus tard, Mortelmans rendit ce témoignage : 
« Benoit m'avait déconseillé d'y aller en disant : "Tu obtiendras quelque chose, mais il serait préférable d'attendre afin de remporter d'emblée le premier prix."  Or, je lui répondis que je n'avais pas pensé pouvoir obtenir quoi que ce soit, mais que je voulais juste savoir comment a lieu un tel concours.  C'était donc à l'insu de Benoit que j'ai posé ma candidature. »
En 1889, Mortelmans dut se contenter d'un second prix, partagé avec Paul Lebrun, pour la cantate Sinaï dont les paroles néerlandaises étaient la traduction par Emanuel Hiel du texte français de Jules Sauvenière, alors que Paul Gilson remporta le premier prix.  En 1891, il tenta de nouveau de remporter le Prix de Rome, renonçant toutefois encore avant la fin de l'essai préliminaire, car il était malade et il craignait, par ailleurs, les machinations du jury, mais la symphonie Germania fut couronnée par l'Académie royale de Belgique.  Finalement, en 1893, il gagna le prix tant convoité avec la cantate Lady Macbeth, dont les paroles étaient la traduction néerlandaise par Emanuel Hiel d'un texte français de J.-B. de Snerck.  Pour Mortelmans, il apparaissait comme une évidence de choisir un texte néerlandais pour la cantate :
« Je suis entièrement d'accord avec Benoit qu'une œuvre d'art doit toujours traduire les sentiments personnels et les impressions les plus élevées du compositeur.  Cela ne peut se réaliser correctement que lorsque l'œuvre d'art est inspirée par la langue dans laquelle pense l'artiste.  Je n'ai donc pas hésité un instant à choisir le texte flamand de Lady Macbeth pour le Prix de Rome, bien qu'il s'agisse d'une mauvaise traduction.  Cela ne veut pas dire que je ne voudrais pas composer sur un texte en français.  Je ne m'y risquerais que si cela correspond parfaitement à mes principes harmoniques,. »

### 1893-1924

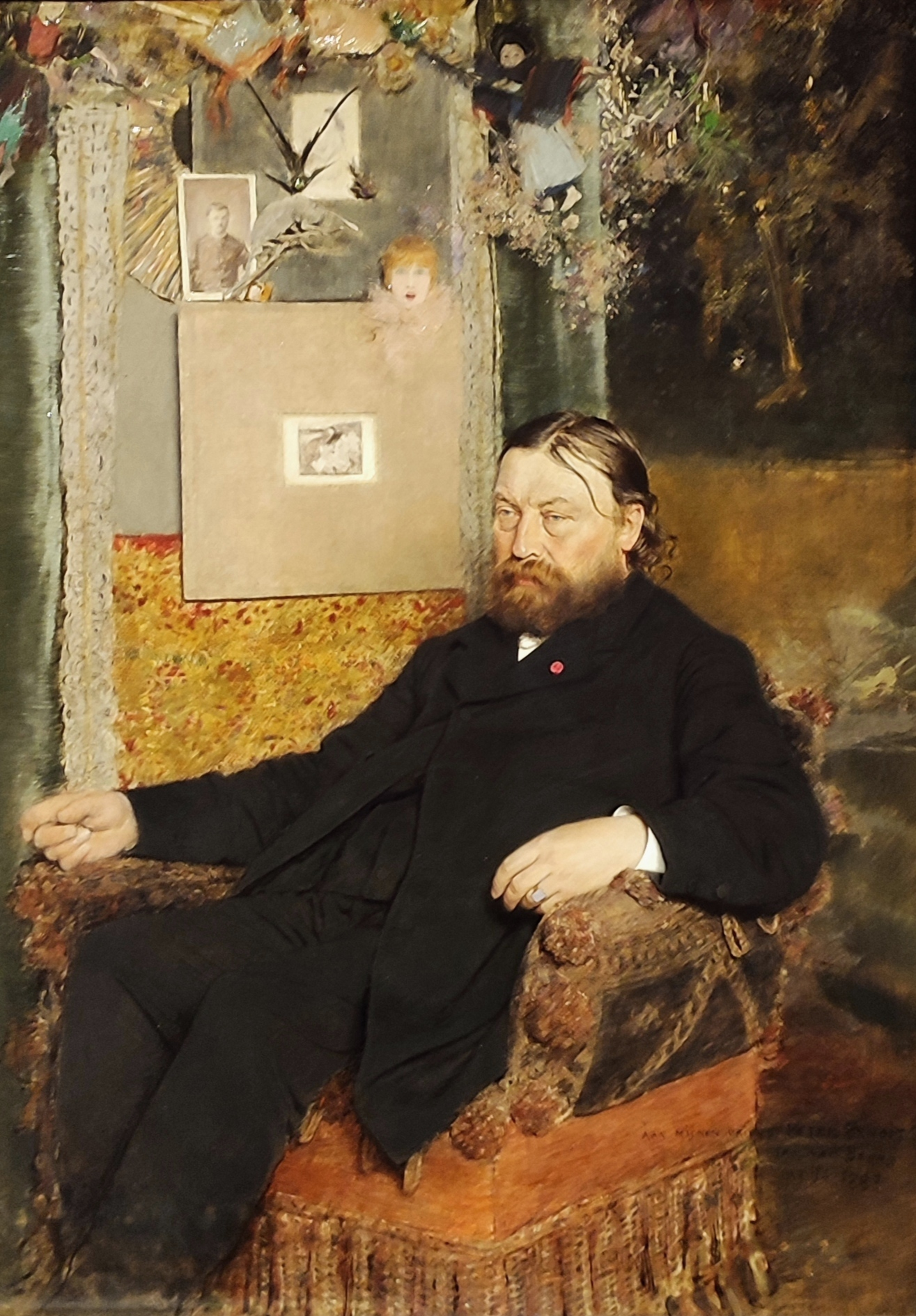
Portrait, peint par Jan Van Beers le jeune, de Peter Benoit (1834-1901), le compositeur auprès de qui Mortelmans étudia en 1887 et en l'hommage de qui il écrivit une composition de circonstance, exécutée en 1897.

Après avoir obtenu le Prix de Rome, Mortelmans fut accueilli à Anvers comme un vrai héros, salué entre autres par le cercle De Scalden. Sa victoire avait une signification plus que symbolique dans la bataille menée par Benoit pour que son école de musique obtînt le statut de conservatoire royal.  Il n'est donc pas étonnant de voir jouer Mortelmans un rôle d'importance lors des célébrations du Conservatoire royal d'Anvers en 1897.  Au concert de célébration du 12 septembre 1897, Mortelmans dirigea le Feestzang (Chant de fête) de Benoit ainsi que sa propre composition de circonstance en hommage à Benoit.
Mortelmans employa une somme, gagnée en remportant le Prix de Rome, pour voyager en Allemagne et en Italie afin d'étendre son expérience culturelle.  Comme correspondant musical, il écrivit sur les représentations à Bayreuth et tâta le pouls de la vie musicale européenne.
Un festival consacré à Mortelmans fut organisé à Anvers en 1899 ; au programme figuraient des œuvres symphoniques comme Lente-Idylle (Idylle printanière), Homerische Symfonie (Symphonie homérique) et Mythe der Lente (Mythe du printemps).  Pourtant, il se manifestera plus tard surtout comme compositeur de chansons et de pièces pour piano.  Le 17 avril 1899, lors d'un concert entièrement consacré à Mortelmans dans le cadre du festival, fut créé Helios : une composition orchestrale qu'il avait écrite un an après avoir gagné le Prix de Rome ; cette œuvre avait conduit à une querelle avec les membres du jury de ce prix prestigieux, car le compositeur Gustave Huberti avait écrit dans sa critique que Helios était, certes, brillamment orchestrée, mais que le thème avait été plagié de Rheingold, une remarque à laquelle Florimond van Duyse s'associa ; Mortelmans réfuta cette accusation.
Après la mort de Benoit en 1901, le nom de Mortelmans circulait comme celui de son successeur éventuel.  Lorsque Blockx fut nommé à ce poste, Mortelmans fut offert le cours de contrepoint et fugue en 1902, ce qui représentait le poste le plus en vue après celui de directeur.  Après la mort de Blockx, en 1912, Mortelmans posa explicitement sa candidature.  Sur ces entrefaites, il s'était fait une solide réputation de chef d'orchestre de la Société des nouveaux concerts, qui avait, entre autres, attiré à Anvers des chefs d'orchestre et des solistes internationaux.  À sa grande déception, il dut cette fois-ci céder le pas à Émile Wambach, tout en demeurant professeur de contrepoint et de fugue et étant partout très respecté en raison de ses compétences pédagogiques.  Jan Broeckx, expert en matière de ce compositeur, s'exprime à ce sujet en ces termes : 
« En tant qu'enseignant, Mortelmans a formé de nombreux compositeurs et cela de telle façon qu'ils ne devinrent pas des copies de lui-même, mais des personnalités indépendantes et diverses : du nationaliste romantique Jef van Hoof jusqu'à l'expressionniste orienté vers l'internationalisme Jef Van Durme,. »
Mortelmans succéda à Louis de Bondt, après le décès de celui-ci, à l'école interdiocésaine de musique religieuse à Malines.  En 1921, Mortelmans fut engagé pour une tournée aux États-Unis, où ses chansons furent accueillies par la presse et le public de la façon la plus élogieuse.  La tournée aboutit à la publication de ses œuvres par la corporation des compositeurs américains et par Schirmer à New York,.  En 1922, il était cofondateur de la Société flamande des compositeurs qui devint plus tard la Société nationale de droits d'auteur,.

### 1924-1952

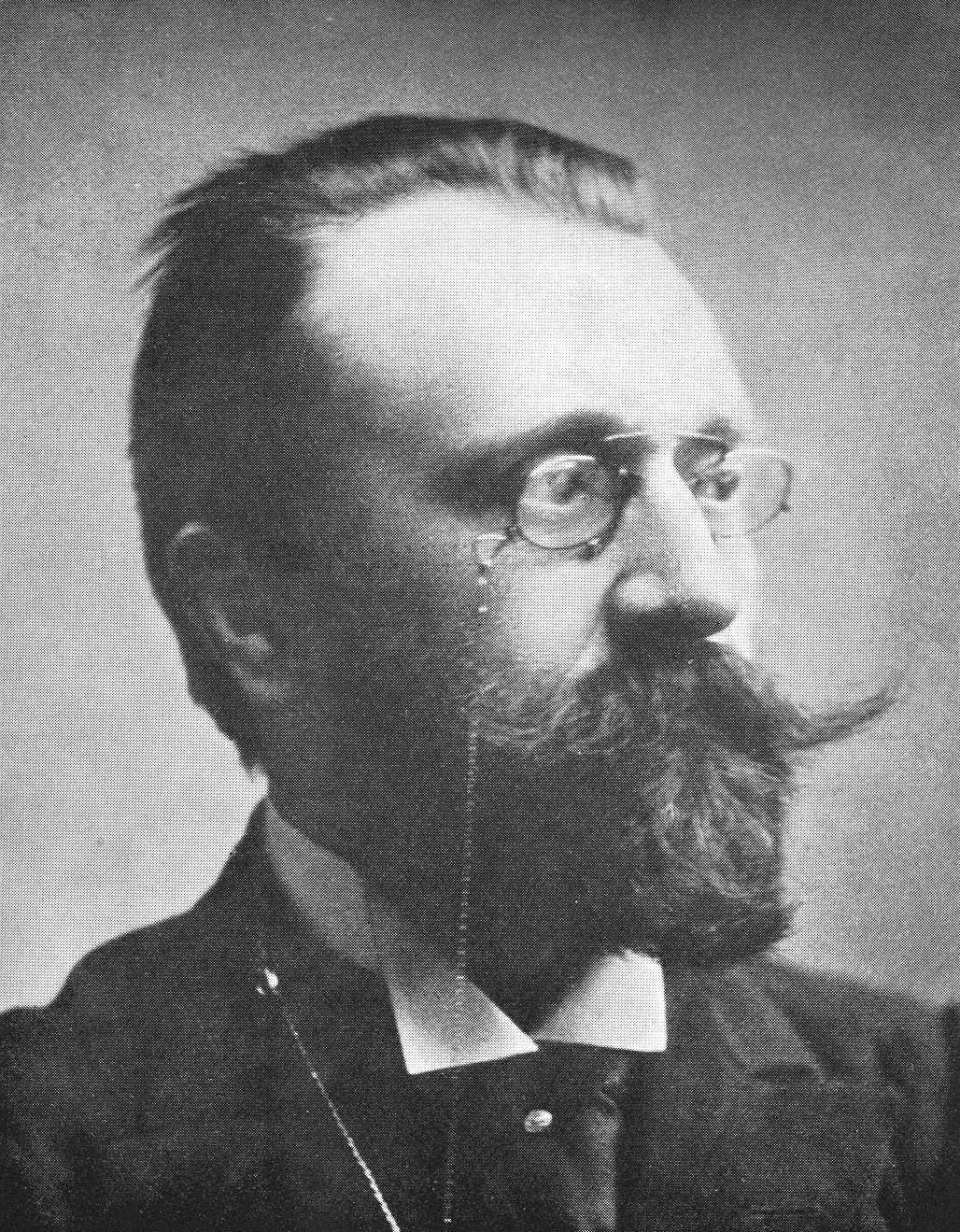
Pol De Mont (1857-1931) en 1896, l'auteur dont Mortelmans mit en musique plusieurs poèmes.

Après la mort de Wambach, survenue le 6 mai 1924, Mortelmans devint, le 6 septembre de cette année, le quatrième directeur du conservatoire d'Anvers, poste qu'il occupera jusqu'en 1933.
Sous le directorat de Mortelmans, le nombre d'élèves diminuait : de 1 500 en 1924 le nombre fut réduit à quelque 740, moins de la moitié, en 1931.  Cela s'explique par une combinaison de circonstances : la crise économique, les taxes plus élevées sur la musique exécutée en direct dans les cafés et les discothèques (incitant de nombreux exploitants à opter pour un orgue mécanique ou un tourne-disque), la percée du film sonore et, également, l'aspiration à la qualité de Mortelmans.  À l'époque, le directorat était principalement considéré comme une récompense des mérites d'éminents compositeurs.  Cela n'empêcha pas que Mortelmans devait investir beaucoup de temps et d'énergie dans des questions administratives. Dans une lettre à Pol De Mont, datée du 16 juin 1926, il se plaignit d'une bureaucratie qui tue toute créativité :
« La vie exige de moi, ce solitaire, un grand sacrifice.  Je suis tellement pris dans les rouages de la machine administrative que je ne sais plus si j'ai jamais été en mesure de composer, ni si je le pourrais dans l'avenir. »,
Mortelmans faisait partie du conseil d'administration de la Fondation musicale Reine Élisabeth (1929) qui est à la base de l'actuel concours musical international Reine-Élisabeth-de-Belgique.  En tant que directeur artistique de la Société des nouveaux concerts d'Anvers (1903-1914), Mortelmans sut élever le niveau de la vie musicale dans la ville portuaire.  Outre Gustav Mahler, qui dirigea l'orchestre en 1903, cette association de concerts sut attirer à Anvers presque tous les grands chefs d'orchestre et solistes.
Le principal mérite de Mortelmans comme directeur de conservatoire était peut-être l'importance qu'il attachait aux concerts symphoniques au conservatoire.  Ainsi, en mai 1933, il organisa un festival très marquant de trois jours, consacré à Brahms.  Il s'agissait de l'une de ses dernières activités en sa qualité de directeur de conservatoire car, cette année, il atteignit la limite d'âge et ce fut Flor Alpaerts qui lui succéda.  Après sa retraite, il se retira à Waasmunster, où il continua à écrire des pièces pour piano, à orchestrer ses chansons, à harmoniser des chansons folkloriques et à écrire un manuel pour le contrepoint.
Mortelmans était membre de l'Académie royale flamande de Belgique depuis sa fondation en 1938.
Mortelmans passa les vingt dernières années de sa vie à la campagne, se consacrant exclusivement à la composition musicale.

## Sur l'œuvre

### Remarques générales
En Flandre, Mortelmans représente la transition entre le romantisme et l'impressionnisme.  Comme il introduisit, après l'art communautaire de Benoit et le réalisme bourgeois de Blockx, l'ère de l'émotion individualiste et l'œuvre d'art esthétisée, Jan Broeckx a comparé la signification culturelle de Mortelmans à celle du mouvement de Van Nu en Straks (De maintenant et de tout à l'heure).
Sa production comprend des œuvres pour orchestre, des pièces instrumentales (surtout des œuvres impressionnistes pour piano), de la musique chorale et des chansons.

### Musique vocale

#### Chansons

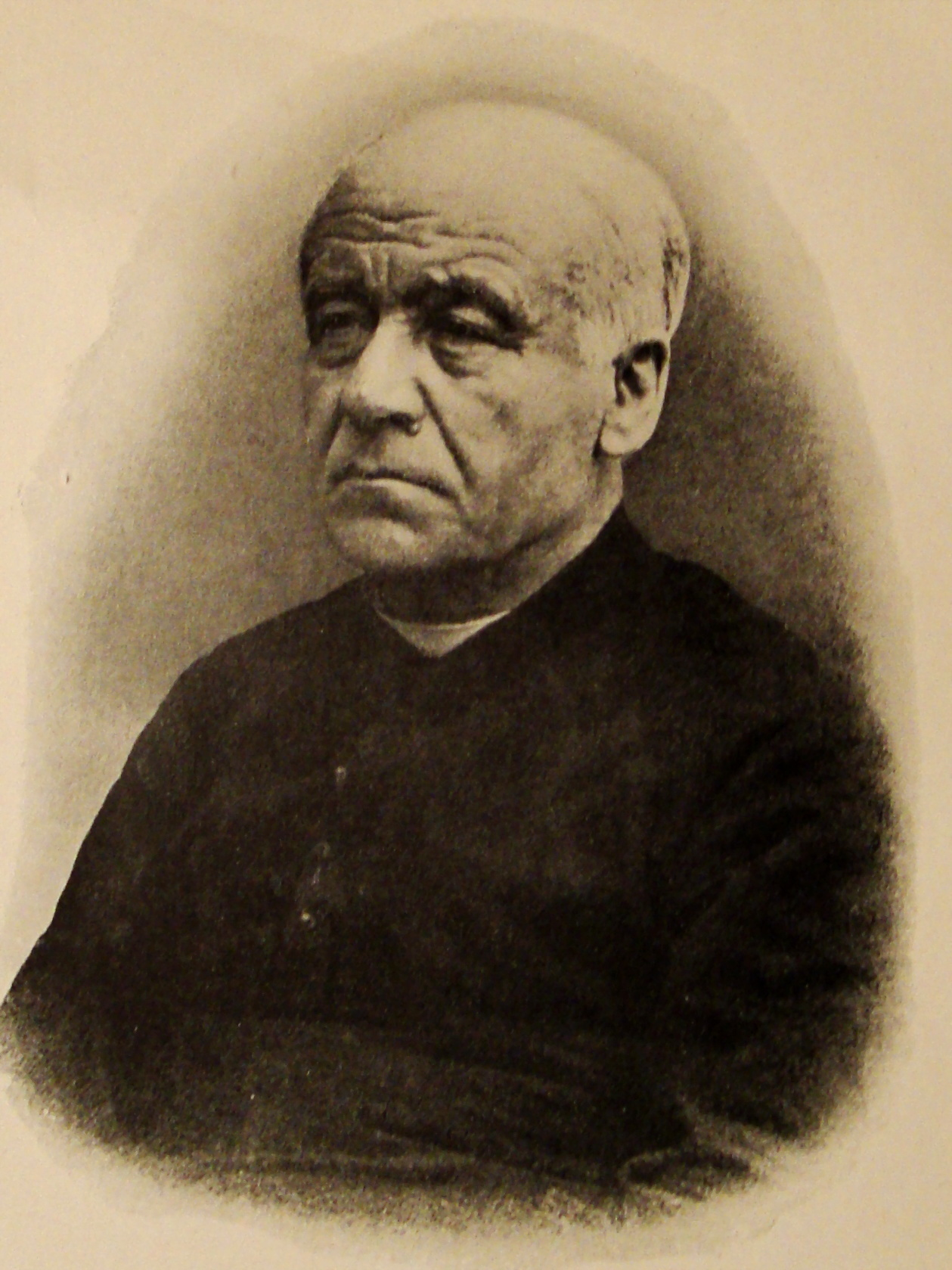
Guido Gezelle (1830-1899), le poète flamand dont Mortelmans mit en musique un grand nombre de poèmes.

Dans une superbe étude sur Mortelmans, Jan Broeckx distingue six périodes dans l'ensemble des chansons de Mortelmans : le réalisme romantique (1887-1896), le lyrisme sentimental (1900-1902), une première période éclectique (1903-1913), une période d'introspection (1913), une seconde période éclectique (1925-1934) et la période de l'équilibre entre l'expression et l'impression.  Selon Broeckx, Mortelmans réussit à merveille à réaliser l'unité psychologique absolue des paroles et de la musique dans ses meilleures chansons.  Mortelmans mit en musique des poèmes de Guido Gezelle, mais aussi des textes de Goethe, de Van Eeden et de Baudelaire.  D'autres qualités de son art du chant sont la structure équilibrée, la mélodie élégante et la partie de piano efficace et expressive.  Ses chansons comptent parmi ce qui a été écrit de meilleur dans ces années-là.  C'est donc à juste titre que Mortelmans fut appelé le prince de la chanson flamande.  Ces chansons sont l'expression la plus significative de son évolution compositionnelle et atteignent un niveau international.  Elles témoignent d'un naturalisme sophistiqué.  En outre, elles se caractérisent par une grande expression dramatique, par la mélodie gracieuse et fluide, et parfois par des harmonies modales.

#### Opéra
La thématique de son opéra Kinderen der Zee (Les Enfants de la mer ; livret néerlandais de Rafaël Verhulst) appartient au réalisme romantique tandis que la partition est encore sous l'influence de Wagner.  Le premier et unique opéra de Mortelmans eut sa première le 27 mars 1920 à Anvers, pendant les festivités à l'occasion du vingt-cinquième anniversaire de l'Opéra flamand.  On loua la musique, mais la critique reprocha au compositeur qu'il n'était pas assez sensible aux développements dramatiques et à l'élaboration scénique.  Plus tard, Mortelmans en distilla une suite.

### Musique instrumentale

#### Œuvres pour piano
Les pièces pour piano de Mortelmans revêtent généralement un caractère de chanson.  Il s'agit de miniatures intimistes, plutôt que de pièces de concert virtuoses.  Sa musique pour piano a évolué de l'impressionnisme vers un lyrisme romantique.
Parmi ses œuvres pour piano les plus célèbres : Vier lyrische stukken (Quatre pièces lyriques, 1919), Het wielewaalt en leeuwerkt (Le Loriot et l'Alouette, 1921) et Saidja's lied (La Chanson de Saidja, 1929).

#### Œuvres orchestrales
Ses œuvres orchestrales évoluent sous l'influence de Brahms, de Schumann et de Wagner - maîtres dont ses œuvres conservent des réminiscences - vers un début d'impressionnisme.

### Quelques œuvres
Une sélection de quelques œuvres : 
- De Kinderen der Zee (Les Enfants de la mer, drame lyrique, paroles de Raf Verhulst, 1901-1915) ;
- Des chansons avec accompagnement de piano ou d’orchestre, le plus souvent sur des paroles de Guido Gezelle, entre autres : Het jonge jaar (Le Nouvel An), Hoe schoon de morgendauw (Qu'elle est belle, la rosée du matin), 't Is de Mandel (C'est la Mandèle), 't Pardoent, Wierook (Encens), 't Avondt (Le Soir), 't Meezeken (La Petite Mésange bleue), 'k Hoore tuiten d'hoornen (C'est le cor qui sonne), Roses, 't Groeit een blomken (Une fleur pousse), Wiegeliedje (Berceuse), Klokkenzang (Chant des cloches), Als de ziele luistert (Lorsque l'âme écoute), Doe dit te mijne indachtigheid (Faites cela en souvenir de moi), O mocht ik (Ô, si je pourrais), Kerkhofblommen (Fleurs de cimetière), Blijde mei (Joyeux mai), Moederken (La Petite Mère), Perels (Perles), et sur les paroles d'Albrecht Rodenbach, de Pol de Mont, de Frans de Cort, de Frederik van Eeden, de Charles Baudelaire, de Johann Wolfgang von Goethe, e. a. ;
- Des chansons populaires flamandes pour jeunes ;
- Musique orchestrale, entre autres : Helios (1894), Mythe der lente (Mythe du printemps, 1895), Homerische symfonie (Symphonie homérique, 1898), Lente-idylle (Idylle printanière, 1895), Bruiloftsmarsch (Marche nuptiale, 1918), Kindersuite (Suite enfantine, 1933) et Avondlied (Chant du soir, 1928) ;
- Compositions pour orchestre de chambre ;
- Musique de chambre, entre autres Nocturne (Nocturne, 1929), Weemoedig aandenken (Souvenir mélancolique, 1942), Romanza (1935) pour violon et orchestre de chambre, Lyrische pastorale (Pastorale lyrique, 1910) pour cor et orchestre de chambre, Eenzame herder (Berger solitaire, 1920) pour quintette ou septuor de cuivres.

## Les œuvres
Dans les listes ci-dessous, le code indique la langue du titre des œuvres vocales et instrumentales.

### Musique instrumentale

#### Œuvres pour orchestre
- (nl) 1889, Boertige optocht, pour orchestre
- (nl) 1893, Lyrisch gedicht, pour orchestre à cordes et harpe
- (nl) 1894, Helios, poème symphonique
- (nl) 1895, Lente-idylle, poème symphonique
- (nl) 1895, De Mythe der Lente, poème symphonique
- (nl) 1897, Hulde aan Peter Benoit
- (nl) 1898, Homerische Symfonie, pour grand orchestre
- (nl) 1910, Lyrische pastorale, pour cor et orchestre de chambre
- (nl) 1912, Twee landelijke stukjes, pour orchestre
- (fr) 1917-1925, 4 Élégies, pour orchestre
- (nl) 1918, Bruiloftmars, pour orchestre
- (nl) 1922, Morgenstemming, poème symphonique
- (nl) 1925, Treurdicht, pour orchestre
- (nl) 1928, Avondlied, pour orchestre de chambre
- (nl) 1930, Jubelmarsch, pour orchestre
- (nl) 1933, Kindersuite, pour orchestre
- (nl) 1934, Evangelisch diptiek (diptyque évangélique)
- (nl) 1935, Romanza, pour violon et orchestre de chambre
- (nl) Mei, poème symphonique

#### Musique de chambre
- (nl + fr) 1920, Eenzame herder – Berger solitaire, pour flûte traversière, hautbois, clarinette, cor et basson
- (nl) 1929, Nocturne
- (nl) 1942, Weemoedig aandenken

#### Œuvres pour piano
- (fr) 1916, Minuet varié
- (fr) 1917, Marche nuptiale
- (la) 1919, Melancholia
- (en) 1919, Memories
- (nl) 1920, Stemmingsbeeld
- (nl + fr) 1923, Drie kleine elegiën - Trois petites élégies
- (nl) 1929, Klavierwerken
- (nl) Het Wielewaalt en Leewerkt :

1. (fr) Impromptu
2. (it) Intermezzo
3. (pl) Mazurka
4. (nl) Saïdjah's Lied[18]

### Musique sacrée
- (la) 1895, Salve Regina, pour chœur à quatre voix et orchestre
- (la) 1901, Ave Verum, pour chœur a cappella mixte à cinq voix et orchestre
- (la) 1901, Ave Verum Corpus, à trois voix et orgue ad libitum
- (nl) 1908, Eerste communielied, à une ou trois voix et piano
- (nl) 1913, Eerste communiezang, à trois voix solo, chœur mixte, piano et harmonium
- (la) 1927, Benedictus Dominus, pour soprano, alto et orgue

Chants de Noël : 
- (nl) 1938, Hoger als mijn oogen dragen, pour chœur mixte a cappella
- (nl) Herders hij is geboren, pour voix et orchestre
- (nl) Het was een maget uitverkoren, pour voix et orchestre
- (nl) In Jesus' name, pour chœur mixte a cappella
- (nl) Maria die soude naar Bethleem gaan, pour voix et orchestre
- (nl) Ons is geboren een kindekijn, pour voix et orchestre
- (nl) Oud-vlaamsche kerstliederen, pour mezzo-soprano et orchestre de chambre

### Musique vocale profane

#### Opéra
- (nl) 1901-1915, De Kinderen der Zee, sur un livret de Rafaël (ou Raf) Verhulst, opéra créé à Anvers en 1920

#### Cantates
- (nl) 1905, De Merode cantate, pour chœur mixte, chœurs d'enfants et orchestre
- (nl) 1907, Jong Vlaanderen, pour chœurs d'enfants et orchestre
- (nl)  Hendrik Conscience herdacht, pour chœur mixte et orchestre

#### Œuvres pour chœur
- (nl) 1890, Licht zij uw geest, pour chœur d'hommes a cappella
- (nl) 1900, De Vlaamsche tale, pour grand chœur et orchestre
- (nl) 1901, Lofzang aan het vaderland, pour chœur d'enfants à une voix et orchestre
- (nl) 1910, Kindje, wat ben je toch zacht, pour chœur de filles et orchestre
- (nl) 1921, Caecilia, pour chœur mixte a cappella
- (nl) 1921, Gekwetst ben ik van binnen, pour chœur d'hommes a cappella
- (nl) 1926, Blijdschap - Joie, pour chœur de femmes à deux voix et orchestre
- (nl) 1938, Klaar bloed en louter wonden, pour chœur a cappella

#### Chansons
- (nl) 1887, De bloemen en de sterren, pour soprano et orchestre
- (nl) 1888, Leg op mijn hert uw voorhoofd, pour soprano et orchestre
- (nl) 1888, Sage van Koning Hagen, pour mezzo-soprano et orchestre
- (nl) 1889, Moeder en kind, pour baryton et orchestre à cordes
- (nl) 1893, Een zielekreet, pour voix et orchestre
- (fr) 1894, L'ennemi, pour baryton et orchestre
- (nl) 1894, Vlaamse volksliederen voor de jeugd, pour voix et piano
- (nl) 1900, Hoe schoon de morgendauw, pour soprano et orchestre
- (nl) 1901, Koekoek, pour soprano et orchestre
- (nl) 1903, Doornroosje, pour soprano et orchestre
- (nl) 1908, Klokkenzang - Le chant des cloches, pour basse et orchestre (paroles de: Guido Gezelle)
- (nl) 1910, Mijn lieveken open je deurken, pour soprano et orchestre à cordes
- (nl) 1915, Vlaenderen, dijn recht is out, pour voix et piano
- (nl) 1925, Leliën, pour voix et orchestre
- (nl) 1927, Avond in de herfst, pour voix et orchestre
- (nl) 1927, Maagdeke mei, pour soprano et orchestre
- (nl) 1928, Blauwe meinacht, pour soprano et orchestre
- (nl) Twintig oud-vlaamse volksliederen, pour voix et piano

### Discographie
Une discographie sélective est offerte sur le site web du Centre d'études de la musique flamande